# D419 (Seine-et-Marne)
De D419 is een departementale weg in het Franse departement Seine-et-Marne, ten zuidoosten van Parijs. De weg loopt verbindt de N19 op twee plaatsen met het centrum van de stad Nangis.

## Geschiedenis
In 1933 werd de N19A gecreëerd als aftakking van de N19. Deze weg liep van de N19 via het centrum van Nangis naar de N19. In 1973 werd de weg overgedragen aan het departement Seine-et-Marne, omdat de weg geen belang meer had voor het doorgaande verkeer. De weg is toen omgenummerd tot D419.